# Gesellschaftsstruktur der österreichischen Bevölkerung
Der Artikel Gesellschaftsstruktur der österreichischen Bevölkerung hat verschiedene Gruppen von solchen Personen zum Thema, die sich dauerhaft auf dem Gebiet der Republik Österreich befinden (Im Jahresdurchschnitt 2009 waren das 8.363.040 Personen). Beispiele für solche Personengruppen wären: die Inhaftierten, die Rauchfangkehrer, die Katholiken usw. Die Gruppen überschneiden sich oft, ein Rauchfangkehrer kann gleichzeitig Katholik sein.
Dabei wird die gesamte Bevölkerung in Gruppen aufgeteilt, und zwar nach verschiedenen Kriterien. Beispielsweise nach der Art der Arbeit, die eine Gruppe von Personen verrichtet oder nach der Zugehörigkeit zu einer Religionsgemeinschaft usw.

## Personengruppen

### Nach demographischen Merkmalen

#### Nach Gebietskörperschaftszugehörigkeit
Die Bevölkerung Österreichs verteilte sich im Jahr 2009 wie folgt auf seine neun Bundesländer:
- Wien hatte 1.692.067 Einwohner (das sind 20,23 % der Gesamtbevölkerung),
- Niederösterreich 1.606.615 (19,21 %),
- Oberösterreich 1.411.041 (16,87 %),
- Steiermark 1.207.588 (14,44 %),
- Tirol 704.792 (8,43 %),
- Kärnten 560.056 (6,70 %),
- Salzburg 529.314 (6,33 %),
- Vorarlberg 368.061 (4,40 %) und das
- Burgenland 283.506 (3,39 %).[2]

#### Nach Alter
Im Jahr 2009 waren:
- 1.252.435 Personen (das sind 14,98 %) der österreichischen Bevölkerung zwischen 0 und unter 15 Jahre alt.
- 5.646.432 (67,52 %) waren zwischen 15 und unter 65 Jahre alt.
- 1.464.173 (17,51 %) Personen waren 65 Jahre oder älter.[3]

#### Nach Geschlecht
Die österreichische Bevölkerung setzte sich im Jahr 2009 durchschnittlich aus:
- 4.290.174 Frauen (51,30 % der Gesamtbevölkerung) und
- 4.072.866 Männern (48,70 %) zusammen.[4]

#### Nach Familienstand
Im Jahr 2001 waren in Österreich:
- 3.413.954 Personen (42,50 % der Gesamtbevölkerung) ledig,
- 3.527.786 Personen (43,92 %) verheiratet,
- 573.318 Personen (7,14 %) verwitwet und
- 517.868 Personen (6,45 %) geschieden.[5]

#### Nach Staatsbürgerschaft
Am 1. Januar 2010 lebten in Österreich 7.480.146 österreichische (89,31 % der Gesamtbevölkerung) und 895.144 nicht-österreichische (10,69 %) Staatsbürger.
Bei Personen aus Europa mit nicht-österreichischen Staatsbürgerschaften waren die folgenden am stärksten vertreten: 138.225 (1,65 %) kamen aus Deutschland, 134.159 (1,60 %) aus Serbien und Montenegro, 112.150 (1,34 %) aus der Türkei, 84.291 (1,01 %) aus Bosnien und Herzegowina, 56.302 (0,67 %) aus Kroatien, 37.377 (0,45 %) aus Polen, 35.962 (0,43 %) aus Rumänien, 23.540 (0,28 %) aus Ungarn, 22.320 (0,27 %) aus der Russischen Föderation, 19.262 (0,23 %) aus der Slowakei, 17.274 (0,21 %) aus Mazedonien, 15.056 (0,18 %) aus Italien.
Alle sich in Österreich aufhaltenden Staatsbürger der anderen Kontinente ergaben zusammen folgende Zahlen: 62.543 (0,75 %) kamen aus Asien, 22.083 (0,26 %) aus Afrika, 17.793 (0,21 %) aus Amerika und 1.368 (0,02 %) aus Ozeanien.
Darüber hinaus waren 2947 Personen Staatenlose, von 1723 war die Staatsbürgerschaft unbekannt und von 7032 war sie ungeklärt. Die letzten drei Kategorien wurden also auf insgesamt 11.702 (0,14 %) Personen angewendet.

#### Nach Geburtsland
Von der österreichischen Gesamtbevölkerung im Jahr 2010 sind 7.082.440 (84,56 %) Personen in Österreich geboren, 1.292.850 (15,44 %) Personen im Ausland.
Bei letzteren sind folgende europäische Geburtsländer am stärksten vertreten: Deutschland: 192.470 (2,30 %), Serbien und Montenegro: 187.924 (2,24 %), Türkei: 159.038 (1,90 %), Bosnien und Herzegowina: 133.500 (1,59 %), Rumänien: 60.456 (0,72 %), Polen: 56.775 (0,68 %), Tschechische Republik: 47.317 (0,57 %), Ungarn: 38.259 (0,46 %), Kroatien: 34.419 (0,41 %), Russischen Föderation: 26.647 (0,32 %), Italien: 25.586 (0,31 %), Slowakei: 23.376 (0,28 %), Mazedonien: 18.861 (0,23 %), Slowenien: 15.407 (0,18 %).
Außereuropäische Geburtsländer der österreichischen Bevölkerung waren nach Kontinenten zusammengenommen: Asien: 106.820 (1,28 %), Afrika: 40.371 (0,48 %), Amerika: 29.720 (0,35 %), Ozeanien: 2.660 (0,03 %).
Unbekannt war das Geburtsland von 7.511 (0,09 %) Personen.

#### Nach Religion
Da bei der letzten[veraltet] Registerzählung 2011 die Religionszugehörigkeit aufgrund rechtlicher Beschränkungen nicht mehr erfasst werden durfte, liegen von Seiten der Statistik Austria lediglich die Ergebnisse der Volkszählung von 2001 vor. Danach bekannten sich 73,6 % der Bevölkerung zur römisch-katholischen und 4,7 % zu einer der evangelischen Kirchen (Protestantismus; überwiegend Augsburger Bekenntnis, seltener Helvetisches Bekenntnis). Etwa 180.000 Christen, das sind 2,2 % der österreichischen Bevölkerung, waren Mitglieder orthodoxer Kirchen. Zur Altkatholischen Kirche bekannten sich etwa 15.000 Gläubige, das sind rund 0,2 % der Bevölkerung.
Wie in Deutschland sind die Mitgliederzahlen der Volkskirchen rückläufig, Ende 2016 betrug der Anteil der Katholiken mit 5,16 Millionen von 8,77 Millionen nur mehr 58,8 % und hat damit den Zwei-Drittel-Anteil an der österreichischen Bevölkerung innerhalb weniger Jahre deutlich unterschritten. Relativ war der Rückgang bei den kleineren evangelischen Kirchen größer, nur noch 3,4 % bekannten sich im Jahr 2016 als Mitglied zu einer der evangelischen Kirchen. Im Jahr 2015 lebten indes ca. 500.000 Orthodoxe Christen im Land. Deren Anzahl ist somit im Vergleich zu 2001 deutlich gestiegen.
Die größte nicht-christliche Glaubensgemeinschaft in Österreich ist der Islam, der seit 1912 anerkannte Religionsgemeinschaft ist. Bei der Volkszählung von 2001 bekannten sich rund 340.000 Personen, das waren 4,3 %, zum muslimischen Glauben – nach Angaben des Integrationsfonds waren es im Jahr 2009 515.914 Gläubige, was einem Anteil von 6,2 % an der Gesamtbevölkerung entspricht. Nach übereinstimmenden Schätzungen von Innenministerium und Österreichischem Integrationsfonds lebten Anfang 2017 rund 700.000 Moslems in Österreich. Die Zahl stieg vor allem durch Migranten, Geburten sowie Flüchtlinge aus dem arabischen Raum stark.

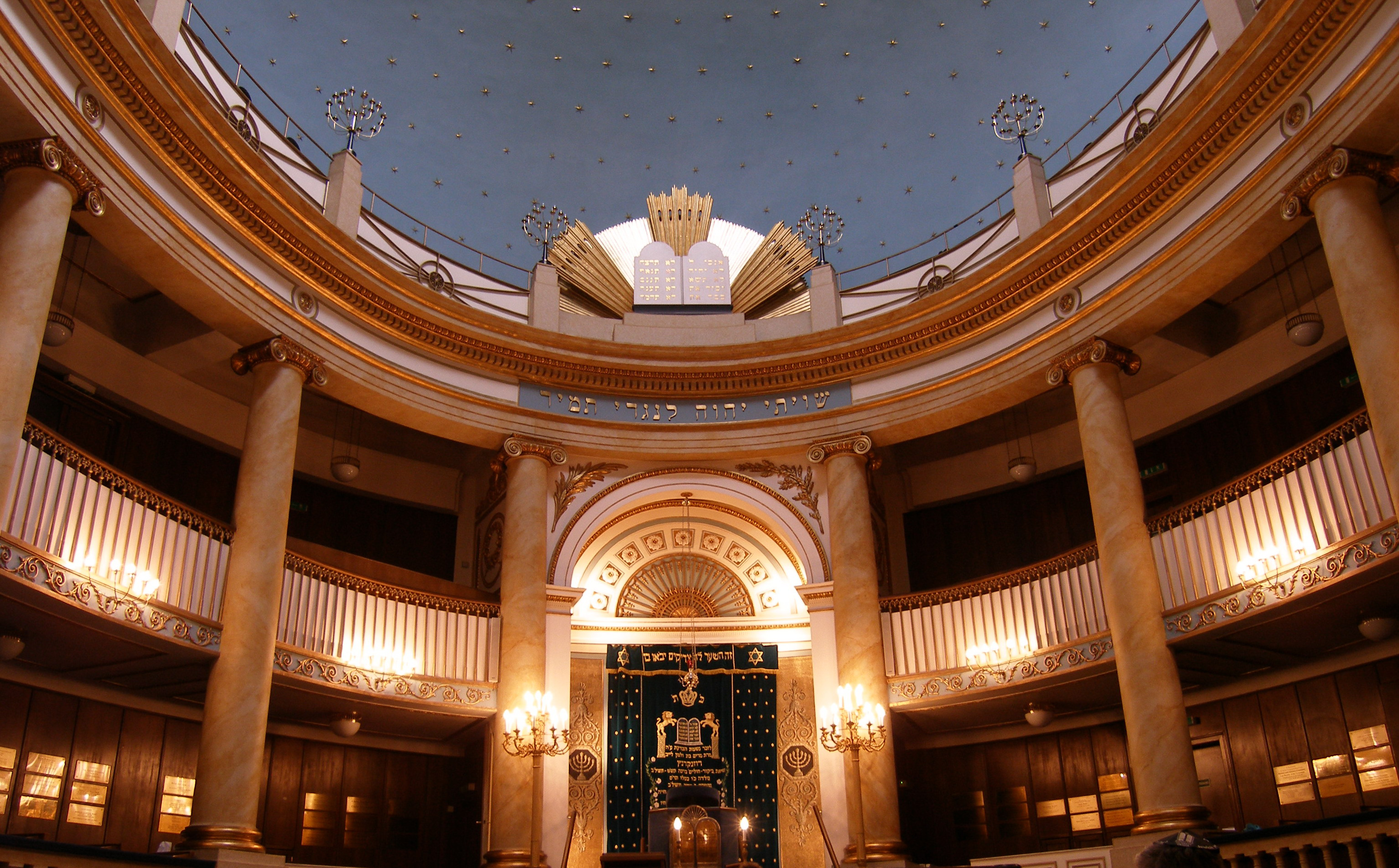
Der Wiener Stadttempel, die einzige erhaltene historische Synagoge Wiens, ist Zentrum der Israelitischen Kultusgemeinde

Zum Judentum bekennen sich etwa 8.140 Menschen. Die überwiegende Mehrheit davon, rund 7.000, lebt in Wien. Nach Angaben der Israelitischen Kultusgemeinde Wien sind es österreichweit 15.000.
Zum Buddhismus, der in Österreich 1983 als Religionsgemeinschaft anerkannt wurde, bekennen sich etwas über 10.000 Menschen. Zum Hinduismus, der in Österreich als „eingetragene religiöse Bekenntnisgemeinschaft“ gilt, bekennen sich laut Volkszählung 2001 3.629 Personen.
20.000 Personen sind aktive Mitglieder der Zeugen Jehovas. Ihre gesetzliche Anerkennung als Religionsgemeinschaft wurde 2009 beschlossen.
Etwa 12 % der Bevölkerung (rund eine Million Personen) gehören nach der letzten Erhebung im Jahr 2001 keiner der in Österreich gesetzlich anerkannten Religionsgemeinschaften an. Schätzungen zufolge lag die Zahl der Atheisten und Agnostiker 2005 bei 18 % bis 26 % (1.471.500 bis 2.125.500 Personen).

#### Nach Todesursache
Im Jahr 2009 starben in Österreich 77.381 Personen, das waren 0,93 % der Gesamtbevölkerung. Davon machten die Selbstmörder 1273 (0,02 % der Gesamtbevölkerung) aus, die tödlich Verunfallten 2.587 (0,03 %).

### Nach Ausbildung
Teilt man die österreichische Bevölkerung nach dem höchsten erreichten Ausbildungsstatus ein, kann man zuerst diejenigen zusammennehmen, die noch nicht 15 Jahre alt sind und also noch keine Ausbildung fertig abgeschlossen haben können. Im Jahr 2006 waren das 1.297.927 Personen (15,67 % der Gesamtbevölkerung). Die verbleibenden 6.983.368 Personen mit mindestens 15 Jahren (84,33 %) hatten als ihre höchste abgeschlossene Ausbildung
- die Pflichtschule, 2.153.135 (26,00 %),
- eine Lehre, 2.264.540 (27,35 %),
- eine Berufsbildende mittlere Schule, 1.010.568 (12,20 %),
- eine Allgemein bildende höhere Schule, 407.281 (4,92 %),
- eine Berufsbildende höhere Schule, 484.064 (5,85 %),
- ein Kolleg, 42.751 (0,52 %),
- eine Hochschulverwandte Lehranstalt, 130.098 (1,57 %) oder
- eine Universität bzw. Fachhochschule, 490.931 (5,93 %) absolviert.[17]

### Nach ihrer Arbeit

#### Nach dem Erwerbsstatus
Nach dem heute (2011) international gängigen Labour-Force-Konzept (Arbeitskraftkonzept) kann man die Gesamtbevölkerung im Jahresdurchschnitt 2010 von 8.387.700 Personen folgendermaßen unterteilen:
- 128.100 (1,53 % der Gesamtbevölkerung) Personen lebten in Anstalten oder leisteten Präsenz- oder Zivildienst ab.
- Es bleiben 8.259.600 Personen (98,47 %), die so weiterunterteilt werden:
  - 4.284.600 Personen (51,08 %) waren Erwerbspersonen.
    - Davon waren 4.096.400 Personen (48,84 %) tatsächlich Erwerbstätige.
      - Davon arbeiteten 3.066.100 Personen[19] (36,56 %) ständig Vollzeit (mindestens 36 Stunden pro Woche).
      - 1.030.400 Personen[20] (12,29 %) arbeiteten nicht ständig Vollzeit (zum Beispiel Teilzeit, geringfügig Beschäftigte).

    - 188.200 Personen (2,24 %) waren Arbeitslose.

  - 3.975.000 Personen (47,39 %) waren Nichterwerbspersonen, zum Beispiel Kinder, Schüler und Arbeitsunfähige.[21]

#### Nach der Stellung im Beruf
Im Jahr 2009 waren in Österreich durchschnittlich rund 4.077.700 Personen (48,76 % der Gesamtbevölkerung) erwerbstätig. Nach ihrer Stellung im Beruf unterteilten sie sich folgendermaßen:
- Selbständige und Mithelfende: 545.400 (6,52 % der Gesamtbevölkerung)
  - Selbständige: 457.700 Personen (5,47 %)
  - Mithelfende (Familienangehörige): 87.700 Personen (1,05 %)
- Unselbständige: 3.532.300 (42,24 %)[23]
  - Lehrlinge
  - Arbeiter
  - Angestellte
  - Staatsbedienstete
    - Beamte
    - Vertragsbedienstete

#### Nach Erwerbstätigkeit
Insgesamt waren in Österreich 2010 durchschnittlich 4.096.400 Personen (48,84 % der Gesamtbevölkerung) erwerbstätig. Nach der in Österreich gängigen Klassifikation in ÖNACE Abschnitte teilen sich diese Erwerbstätigen auf folgende Bereich auf:
- Land- und Forstwirtschaft
  - A Land- und Forstwirtschaft; Fischerei: 214.600 (2,56 %)
- Produktion
  - B Bergbau und Gewinnung von Steinen und Erden: 10.000 (0,12 %)
  - C Herstellung von Waren: 624.500 (7,45 %)
  - D Energieversorgung: 27.200 (0,32 %)
  - E Wasserversorgung; Abwasser- und Abfallentsorgung und Beseitigung von Umweltverschmutzungen: 18.200 (0,22 %)
  - F Bau: 340.700 (4,06 %)
- Dienstleistungen
  - G Handel; Instandhaltung und Reparatur von Kfz: 624.900 (7,45 %)
  - H Verkehr und Lagerei: 197.200 (2,35 %)
  - I Beherbergung und Gastronomie: 253.200 (3,02 %)
  - J Information und Kommunikation: 109.400 (1,30 %)
  - K Erbringung von Finanz- und Versicherungsdienstleistungen: 148.600 (1,77 %)
  - L Grundstücks- und Wohnungswesen: 38.100 (0,45 %)
  - M Erbringung von freiberuflichen, wissenschaftlichen und technischen Dienstleistungen: 216.900 (2,59 %)
  - N Erbringung von sonstigen wirtschaftlichen Dienstleistungen: 140.100 (1,67 %)
  - O Öffentliche Verwaltung, Verteidigung, Sozialversicherung: 278.400 (3,32 %)
  - P Erziehung und Unterricht: 261.000 (3,11 %)
  - Q Gesundheits- und Sozialwesen: 395.100 (4,71 %)
  - R Kunst, Unterhaltung und Erholung: 72.600 (0,87 %)
  - S Erbringung von sonstigen Dienstleistungen: 106.800 (1,27 %)
  - T Private Haushalte mit Hauspersonal; Herstellung von Waren und Erbringung von Dienstleistungen durch private Haushalte: 10.800 (0,13 %)
  - U Exterritorale Organisationen und Körperschaften 8.400 (0,10 %)[26]

### Nach Einkommen und Vermögen

#### Nach Einkommen
Das Einkommen einer Person setzt sich aus der Summe der einzelnen Einkünfte dieser Person zusammen. Diese lassen sich, gemäß dem österreichischen Einkommensteuerrecht, in sieben Einkunftsarten unterteilen. Eine dieser sieben Einkunftsarten sind die Einkünfte aus unselbständiger Arbeit. Daten über diese Einkünfte – welche man Lohn nennt – liefert in Österreich der Rechnungshof in der jährlichen Statistik der Lohnsteuer.
Im Folgenden handelt es sich um die Daten aus dem Jahr 2009. Es werden nur die ganzjährig Vollzeitbeschäftigten unter den unselbständig Erwerbstätigen behandelt (2.203.790, 26,35 % der Gesamtbevölkerung). Es werden also nicht behandelt: die Selbständigen, die Teilzeitbeschäftigten und geringfügig Beschäftigten, sowie die Vollzeitbeschäftigten, die weniger als 11 Monate beschäftigt waren. Man unterteilt die unselbständig Erwerbstätigen (oder Arbeitnehmer) in fünf große Gruppen:
- 91.049 Lehrlinge verdienten brutto rund insgesamt 882.991.000 Euro.
  - 0 bis unter 20.000 Euro brutto im Jahr hatten 90.135 Lehrlinge (1,08 %).
  - 20.000 bis unter 25.000 Euro brutto im Jahr hatten 914 Lehrlinge (0,01 %).[29]
- 690.761 Arbeiter verdienten brutto rund insgesamt 19.600.473.000 Euro.
  - 0 bis unter 20.000 Euro brutto im Jahr hatten 127.843 Arbeiter (1,53 %).
  - 20.000 bis unter 40.000 Euro brutto im Jahr hatten 488.472 Arbeiter (5,84 %).
  - 40.000 bis unter 70.000 Euro brutto im Jahr hatten 73.775 Arbeiter (0,88 %).
  - 70.000 bis unter 100.000 Euro brutto im Jahr hatten 671 Arbeiter (0,01 %).[30]
- 1.026.083 Angestellte verdienten brutto rund insgesamt 49.691.181.000 Euro.
  - 0 bis unter 20.000 Euro brutto im Jahr hatten 82.447 Angestellte (0,99 %).
  - 20.000 bis unter 40.000 Euro brutto im Jahr hatten 438.276 Angestellte (5,24 %).
  - 40.000 bis unter 70.000 Euro brutto im Jahr hatten 350.443 Angestellte (4,19 %).
  - 70.000 bis unter 100.000 Euro brutto im Jahr hatten 99.097 Angestellte (1,19 %).
  - 100.000 bis unter 150.000 Euro brutto im Jahr hatten 39.008 Angestellte (0,47 %).
  - 150.000 bis unter 200.000 Euro brutto im Jahr hatten 9.136 Angestellte (0,11 %).
  - Über 200.000 Euro brutto im Jahr hatten 7.676 Angestellte (0,09 %).[31]
- 206.039 Beamte verdienten brutto rund insgesamt 10.946.994.000 Euro.
  - 0 bis unter 20.000 Euro brutto im Jahr hatten 115 Beamte (0,001 %).
  - 20.000 bis unter 40.000 Euro brutto im Jahr hatten 53.032 Beamte (0,63 %).
  - 40.000 bis unter 70.000 Euro brutto im Jahr hatten 171.625 Beamte (2,05 %).
  - 70.000 bis unter 100.000 Euro brutto im Jahr hatten 24.763 Beamte (0,30 %).
  - 100.000 bis unter 150.000 Euro brutto im Jahr hatten 5.795 Beamte (0,07 %).
  - 150.000 bis unter 200.000 Euro brutto im Jahr hatten 559 Beamte (0,01 %).
  - Über 200.000 Euro brutto im Jahr hatten 150 Beamte (0,002 %).[32]
- 187.172 Vertragsbedienstete verdienten brutto rund insgesamt 7.344.670.000 Euro.
  - 0 bis unter 20.000 Euro brutto im Jahr hatten 1.539 Vertragsbedienstete (0,02 %).
  - 20.000 bis unter 40.000 Euro brutto im Jahr hatten 122.825 Vertragsbedienstete (1,47 %).
  - 40.000 bis unter 70.000 Euro brutto im Jahr hatten 52.813 Vertragsbedienstete (0,63 %).
  - 70.000 bis unter 100.000 Euro brutto im Jahr hatten 7.417 Vertragsbedienstete (0,09 %).
  - 100.000 bis unter 150.000 Euro brutto im Jahr hatten 2.269 Vertragsbedienstete (0,03 %).
  - 150.000 bis unter 200.000 Euro brutto im Jahr hatten 209 Vertragsbedienstete (0,002 %).
  - Über 200.000 Euro brutto im Jahr hatten 100 Vertragsbedienstete (0,001 %).[33]

#### Nach Vermögen
Zum Privatvermögen der Bevölkerung lagen bisher in Österreich nur wenig empirische Daten vor. Diese von vielen Seiten stark kritisierte Tatsache machte es bisher schwierig zu sagen, wie sich und auf welche Gruppen sich das Privatvermögen in Österreich aufteilt und wie hoch es insgesamt ist.
Im Auftrag des Bundesministeriums für soziale Sicherheit, 
Generationen und Konsumentenschutz schätzt das Forschungsinstitut Synthesis Forschung die Sachlage für das Jahr 2002 in einer Studie zum Thema abschließend in äußerst groben Zahlen folgendermaßen ein:
- Die so genannten „Reichen“, rund 60.000 Personen (das wären rund 0,7 % der Gesamtbevölkerung), besitzen 33 % des Gesamtvermögens (10 % des Geldvermögens, 15 % des Immobilienvermögens, 91 % des Unternehmensvermögens).
- Die "Wohlhabenden", rund 540.000 Personen (das wären 6,7 % der Gesamtbevölkerung), besitzen 35 % des Gesamtvermögens (25 %, 56 %, 9 %).
- Die "unteren 90 %", rund 5.400.000 Personen (das wären 66,8 % der Gesamtbevölkerung), besitzen 32 % des Gesamtvermögens (65 %, 29 %, 0 %).

Kinder (die restlichen ca. 15,8 % der Gesamtbevölkerung) besitzen kein Vermögen.
Nach jüngeren Untersuchungen der Österreichischen Nationalbank ist das Vermögen in Österreich ungleicher verteilt. Denn die reichsten 5 % aller Haushalte besitzen demnach bereits 45 % des Gesamtvermögens.

### Nach Wohnsituation
Im Jahr 2001 hatten 7.880.478 Personen (97,99 % der Gesamtbevölkerung) einen privaten Hauptwohnsitz (die restlichen 2,01 % wohnten in Anstalten).
- Davon lebten 418.150 (5,20 % der Gesamtbevölkerung) Personen in einem Wohnsitz zu befristeter Hauptmiete,
- 2.467.085 Personen (30,68 %) zu unbefristeter Hauptmiete,
- 3.938.973 Personen (48,94 %) in einem Wohnsitz in einem Gebäude, dessen Eigentümer sie waren,
- 794.485 Personen (9,88 %) in einer Wohnung, deren Eigentümer sie waren,
- 167.260 Personen (2,08 %) in einer Dienst- oder Naturalwohnung und
- 560.321 Personen (6,97 %) in Wohnsitzen mit sonstigen Rechtsverhältnissen.[38]

Im Jahr 2009 hatten ca. 8.262.000 Personen (98,79 % der Gesamtbevölkerung) einen privaten Hauptwohnsitz (die restlichen 1,21 % wohnten in Anstalten).
- In einem Wohnsitz der Ausstattungskategorie A (Bad, WC, Zentralheizung) wohnten ca. 7.622.000 Personen (91,14 % der Gesamtbevölkerung),
- in einem der Kategorie B (Bad, WC, Einzelofenheizung) ca. 521.000 (6,23 %),
- in einem der Kategorie C (WC, Wasserentnahme) ca. 17.000 (0,20 %) und
- in einem der Kategorie D (kein WC) ca. 101.000 Personen (1,21 %).[39]

### Nach Strafverfahren und Inhaftierung
Im Jahr 2010 wurden in Österreich 38.394 Personen (0,46 % der Gesamtbevölkerung) rechtskräftig verurteilt. Davon waren 32.833 Männer, 5.561 Frauen. Weiters waren 3.063 davon zwischen 0 und 17 Jahre alt, 35.331 waren 18 Jahre oder älter, von den mindestens 18 Jahre alten, waren 5.246 "junge Erwachsene", das heißt zwischen 18 und 20 Jahre alt.
Im Jahresdurchschnitt 2010 befanden sich in Österreich 8.103 Personen in Haft, das sind 0,10 % der Gesamtbevölkerung. Am 1. September 2010 hatte darunter fast die Hälfte, nämlich 3.973 Personen, eine ausländische Staatsbürgerschaft (0,05 % der Gesamtbevölkerung).

### Sonstige Gruppen
Dieser Abschnitt behandelt weitere Gruppen, von denen jedoch die meisten statistisch schlecht bis sehr schlecht erfasst sind.
Im Bereich der Wohnungslosigkeit (darunter fallen zum Beispiel auch die Obdachlosen) hat man die Zahl derer, die im Jahr 2006 Kontakt mit den entsprechenden Hilfseinrichtungen aufgenommen haben, sehr grob auf 37.000 geschätzt, das wären 0,45 % der Gesamtbevölkerung.
Im Bereich der Prostitution werden fürs Jahr 2007 5150 offiziell angemeldete Prostituierte angegeben, das waren 0,06 % der Gesamtbevölkerung. Die Dunkelziffer der nicht registrierten Prostituierten schätzt man für dasselbe Jahr auf 3000 in Wien. Anteilsmäßig auf Österreich hochgerechnet, ergäbe das 10.260. Diese bloß grob geschätzte Zahl der nicht registrierten, ergäbe, addiert mit den registrierten, 15.410 Prostituierte in Österreich.